# Liparis duthiei
Liparis duthiei är en orkidéart som beskrevs av Joseph Dalton Hooker. Liparis duthiei ingår i släktet gulyxnen, och familjen orkidéer. Inga underarter finns listade i Catalogue of Life.